# Casa de Sanudo

Escudo de la Familia Sanudo.

La Casa de Sanudo (o Sañudo, Sanuto) pertenecía al grupo de las llamadas familias apostólicas, fundadores de la República de Venecia. El origen de la familia es incierto: Ellos descendían de la familia De Sico (de Candía), que dio cinco dux.

## Familia Patricia de Venecia
Cuenta la leyenda que esta familia tuvo su origen en un tal Tommaso Candiano Sanudo, senador de Padua. Huyendo de las incursiones de Atila, habría encontrado refugio en la laguna de Venecia en 421. La familia se trasladó a Eraclea, luego a Malamocco y gobernaron a la población como tribunos. En 697, los Sanudo participaron en la elección del primer dux y algunos incluso afirman que Paolo Lucio Anafesto pertenecía a esta familia.
Los Sanudo, se establecieron en la historia veneciana desde el siglo XI, llegando a la cima de su poder en el momento de la cuarta cruzada. Dieron a la República de Venecia un gran número de escritores, políticos y militares. Con el tiempo, la familia se dividió en diversas ramas:
- Sanudo de San Matteo di Rialto, tal vez la rama principal;
- Sanudo del Ducado de Naxos, entre 1207 y 1383 fueron los Duques del Archipiélago;
- Sanudo de San Silvestro;
- Sanudo de San Giacomo dell'Orio;
- Sanudo de San Polo;
- Sanudo de San Severo.

Después de la caída de Venecia, Francesco Livio Lorenzo Pietro de Livio Sanudo, el último descendiente de esta familia, obtuvo el reconocimiento de su nobleza por la Resolución Soberana el 18 de diciembre de 1817. 
Parte de su descendencia subsiste en Chile, Argentina, Perú, México y España. La familia se extinguió con la muerte de este último en 1852 y continúa en descendencia con el apellido De Candia.

## Miembros ilustres
- Marco I Sanudo (fallecido en 1227), primer duque del Archipiélago, del cual desciende la rama de Naxos.
- Marino Sanudo el Viejo (1260 - 1343), escritor veneciano;
- Marino Sanudo el Joven (1466 - 1536), historiador veneciano;
- Giovanni Battista Sanudo (1642 - 1709), obispo de Treviso.
- Prieto Ricardo Sanudo (1955 - actual), obispo y Trevieso.